# Nickelodeon Frankrike
Nickelodeon Frankrike är en TV-kanal i Frankrike. Kanalen sänder samma program som engelska Nickelodeon från USA, men som är dubbade till franska.

## Historik
Den franska versionen av Nickelodeon tillkännagavs 2005 och lanserades sedan den 16 november 2005  Kanalen drar nytta av marknadsföring och försäljningsstöd från försäljning av derivatprodukter.
Den 26 januari 2010 uppdaterade Nickelodeon sitt utseende och logotyp genom att ta bort fläcken och meddelade skapandet av en ny systerkanal med fokus på utbildning för barn, Nickelodeon Junior. I november samma år firade Nickelodeon Frankrike sitt femårsjubileum.
Den 20 september 2011 ändrades kanalen till 16:9-format.